# Brady Ellison
Brady Lee Ellison (Glendale (Arizona), 27 oktober 1988) is een Amerikaans boogschutter.

## Carrière
Ellison begon al jong met boogschieten, dat hij leerde van zijn vader die jaagt met de boog. Vanaf 2000 doet hij mee aan lokale competities en vanaf 2003 aan nationale competities. Hij won diverse nationale prijzen. Hij startte met een compoundboog, maar maakte in 2005 de overstap naar een recurveboog. Hij deed mee aan de  Olympische Spelen in Peking (2008), waar hij eindigde als 27e. Op de Spelen van 2012 in Londen en 2016 in Rio won hij zilver met het team.